# II. Agészipolisz spártai király
II. Agészipolisz (görög betűkkel: Ἀγησίπολις B' , ? – Kr. e. 370) spártai király, I. Kleombrotosz spártai király idősebbik fia volt. Apja Kr. e. 371-ben esett el a thébaiakkal vívott leuktrai csatában, ezt követően került Spárta Agiada trónjára. Rövid uralkodása Kr. e. 370-ben (más források szerint Kr. e. 369-ben) bekövetkezett halálával ért véget. II. Agészipolisz király gyermektelenül hunyt el, a trónon ezért öccse, Kleomenész követte.

## Lásd még
- Spárta királyainak listája